# Jean-François Villiers
Pour les articles homonymes, voir Villiers.
Jean-François Villiers (né le 29 mars 1943 et mort le 22 mars 2001) est un botaniste français, spécialiste de la flore tropicale.

## Éléments biographiques
En 1981, il présente une thèse intitulée Formations climaciques et relictuelles d'un inselberg inclus dans la forêt dense camerounaise à l'université Pierre-et-Marie-Curie à Paris.
Nommé maître de conférences au laboratoire de Phanérogamie du Muséum national d'histoire naturelle à Paris, il dirige diverses missions en Guyane française et participe à des missions en Afrique, au cours desquelles il récolte de nombreux spécimens d'herbiers.
On lui doit le traitement de plusieurs familles d'angiospermes dans les Flore du Cameroun, Flore du Gabon, et Flore de la Nouvelle-Calédonie publiées par le muséum.

## Œuvres
- Flore du Cameroun, Paris, MNHN :
  - vol. 15, 1973, Icacinacées, Olacacées, Pentadiplandracées, Opiliacées, Octoknémacées (avec compléments concernant des espèces gabonaises) ;
  - vol. 19, 1975, Célastracées, Aquifoliacées, Salvadoracées, Pandacées, Avicenniacées, Bixacées, Cannabacées, Bombacacées ;
  - vol. 26, 1984, Flagellariacées ;
  - vol. 33, 1991, Dipterocarpacées.
- Flore du Gabon, Paris, MNH :
  - vol. 20, 1973, Icacinacées, Olacacées, Pentadiplandracées, Opiliacées, Octoknémacées (avec compléments concernant des espèces camerounaises) ;
  - vol. 22, 1973, Célastracées, Pandacées, Bombacacées, Cannabacées, Bixacées, Avicenniacées ;
  - vol. 28, 1986, Flagellariacées ;
  - vol. 31, 1989, Leguminosae-Mimosoideae.
- Flore de la Nouvelle-Calédonie, Paris, MNHN :
  - vol. 9, 1980, Icacinacées, Corynocarpacées, Olacacées.
- (en) David J. Du Puy, J.N. Labat, R. Rabevohitra, J.-F. Villiers, J. Bosser et J. Moat, The Leguminosae of Madagascar, Kew, Royal Botanic Gardens, 2002, 737 p. (ISBN 1900347911).